# Michel Jourdan (auteur-compositeur)
Pour les articles homonymes, voir Michel Jourdan et Jourdan.
 (juillet 2017).
Si vous disposez d'ouvrages ou d'articles de référence ou si vous connaissez des sites web de qualité traitant du thème abordé ici, merci de compléter l'article en donnant les références utiles à sa vérifiabilité et en les liant à la section « Notes et références ».
Michel Jourdan est né le 10 août 1934 à Nice. Il est parolier et compositeur de plusieurs dizaines de grands succès.

## Biographie
Michel Jourdan naît en 1934 à Nice.

## Principales chansons
- Pour Richard Anthony:
  - Jamais je ne vivrai sans toi (1965)

- Pour Charles Aznavour :
  - Le Cœur vénitien
  - L'Adolescence
  - L'Essentiel
  - Un bout d'essai
  - Dans les bras d'un autre
  - Vous avez tout changé
  - L'Existence
  - Nous les artistes
  - Le goût salé des larmes

- Pour Brigitte Bardot :
  - Tiens, c'est toi

- Pour Mike Brant :
  - Qui saura
  - Viens ce soir
  - Serre les poings et bats-toi
  - C'est comme ça que je t'aime
  - Toi, mon enfant
  - Tout donné, tout repris
  - Rien qu'une larme
  - On se retrouve par hasard
  - Dis-lui

- Pour Calogero :
  - Si seulement je pouvais lui manquer

- Pour Nicole Croisille :
  - Et puis le rideau s'ouvre

- Pour Dalida :
  - Les anges noirs
  - La Bambola
  - Dans tes bras
  - Si c'était à refaire

- Pour Dorothée :
  - Dorothée au pays des chansons (1980)
  - Dors mon petit ange (1982)
  - Tchou, tchou le petit train (1982)
  - Je veux qu'on m'aime (1983)
  - Les secrétaires (1983) (interprété par Dorothée, Karen Cheryl et Jane Birkin)
  - Ca compte aussi la gentillesse (1984)
  - La petite fille et les oiseaux (1984)
  - Chagrin d'amitié (1985), (coécrit avec Charles Aznavour)
  - J'suis pas comme les autres (1985)
  - Dès que l'on rend quelqu'un heureux (1986)
  - Le Rock'n'roll est de retour (1987)
  - Lady Jane (1988)
  - Des ailes à mes souliers (1989)
  - En écoutant pleurer le vent (1990)
  - Mon plus beau cadeau (1991)
  - Chou hibou genou caillou (1992)
  - Si j'ai menti (1993)
  - Mon p'tit gars (1994)
  - La petite fille (1996)
  - 7 ans et demi (2010)

- Pour Claude François :
  - J'ai retrouvé ma liberté
  - La maison va revivre

- Pour Frédéric François :
  - Mon cœur te dit je t'aime

- Pour Michel Fugain :
  - Prends ta guitare, chante avec moi
  - Daisy
  - Les fleurs de mandarine
  - Le petit Nicolas

- Pour Pierre Groscolas :
  - Élise
  - Ma jeunesse au fond de l'eau
  - Lady Lay

- Pour Julio Iglesias :
  - Pauvres Diables
  - Où est passée ma bohème
  - Et l'amour créa la femme
  - C'est ma vie
  - Viens m'embrasser
  - Une chanson qui revient
  - Il faut toujours un perdant

- Pour Kyo :
  - Mes racines et mes ailes

- Pour Marie Laforêt :
  - Les vendanges de l'amour
  - Il a neigé sur Yesterday
  - Ay tu me plais
  - Marie douceur, Marie colère (adaptation française de Paint it Black, des Rolling Stones)

- Pour Nicole Martin :
  - Jean-François (sur l'album "Nicole Martin")

- Pour Mireille Mathieu :
  - L'éblouissante lumière (1974)
  - Au dernier printemps de notre vie (1974)
  - C'est mieux comme ça (1975)
  - Il y a surtout des gens qui s'aiment (1978)
  - Vous lui direz (1995)
  - Il va faire beau sur notre vie (1995)
  - On ne retient pas le temps (1995)
  - Essaye (1995)
  - Une chanson signée je t'aime (1995)
  - C'était pas la peine (1995)

- Pour Frank Michael :
  - Toutes les femmes sont belles

- Pour Eddy Mitchell :
  - Olé

- Pour Nana Mouskouri :
  - Tous les arbres sont en fleurs
  - Roule s'enroule
  - Soleil soleil
  - Dans le soleil et dans le vent

- Pour Ivan Rebroff :
  - La Seine et la Volga

- Pour Ginette Reno :
  - L'Essentiel
  - Ça pleure aussi un homme

- Pour Hélène Ségara :
  - Elle, tu l'aimes...
  - Mes rêves disaient la vérité
  - Ma vie tient en deux mots

- Pour Hélène Ségara et Andrea Bocelli :
  - Vivo per lei (Je vis pour elle)

- Pour Frank Sinatra :
  - Let Me Try Again

- Pour Bobby Solo :
  - Sur ton visage une larme

- Pour Barbra Streisand :
  - Non c'est rien (Free Again)

- Pour Julie Zenatti :
  - Fragile

- Pour Florent Mothe :
  - Les blessures qui ne se voient pas

- Pour Rika Zaraï :
  - Alléluia